# Służba specjalna
Służba specjalna – umundurowana i uzbrojona struktura państwowa o zadaniach wywiadowczych lub kontrwywiadowczych wchodząca w skład sił zbrojnych albo stanowiąca niewojskowy organ ochrony bezpieczeństwa i porządku publicznego lub jego część i uprawniona do stosowania technik operacyjnych lub do prowadzenia czynności rozpoznawczych w celu uzyskiwania informacji kluczowych dla zapewnienia wewnętrznego i zewnętrznego bezpieczeństwa narodowego, ich przetwarzania, analizowania i przekazywania najważniejszym organom państwa (np. w warunkach polskich bezpośrednio Prezesowi Rady Ministrów albo działającemu z jego upoważnienia ministrowi odpowiedzialnemu za koordynowanie służb specjalnych, w przypadku służb wojskowych za pośrednictwem Ministra Obrony Narodowej, ponadto z upoważnienia ww. organów również Prezydentowi RP lub pozostałym członkom Rady Ministrów).
W państwach demokratycznych służby specjalne są nadzorowane i kontrolowane także przez organy innych niż władza wykonawcza rodzajów władzy państwowej (ustawodawczej, np. w Polsce Komisja ds. Służb Specjalnych Sejmu, a także sądowniczej) oraz przez niezależne instytucje takie jak Najwyższa Izba Kontroli, Rzecznik Praw Obywatelskich i społeczeństwo obywatelskie.
Służby specjalne rutynowo stosowały w przeszłości i niekiedy nadal stosują techniki niedozwolone oficjalnie nawet przez prawo ich państwa macierzystego, jak przekupstwo, szantaż, tortury, skrytobójstwo, nielegalny handel bronią i narkotykami, dezinformacja, dywersja.

## Podział służb specjalnych
Służby specjalne dzieli się na dwie zasadnicze grupy:
- służby informacyjno-wywiadowcze – których podstawowym zadaniem jest pozyskiwanie informacji o strategicznym znaczeniu oraz czasami dezinformowanie analogicznych służb wrogich państw. Służby informacyjno-wywiadowcze prowadzą m.in.:
  - wywiad wojskowy – polegający na gromadzeniu i przetwarzaniu informacji wywiadowczych dotyczących obcych sił zbrojnych przez służbę opartą na strukturze militarnej,
  - wywiad polityczny – gromadzenie przez daną agencję informacji dotyczących sytuacji politycznej poszczególnych państw lub ugrupowań,
  - wywiad wewnętrzny – działalność wywiadowcza prowadzona wobec podmiotów krajowych, których działalność stwarza sytuację zagrażającą bezpieczeństwu wewnętrznemu państwa,
  - wywiad naukowo-techniczny – działalność wywiadowcza prowadząca do zdobycia materiałów z obcych źródeł, dotyczących wyposażenia technicznego i możliwości technicznych danego państwa,
  - wywiad operacyjny – gromadzenie danych wywiadowczych następnie wykorzystywanych w planowaniu operacyjnym na poziomie regionalnych teatrów działań wojennych,
  - wywiad sygnałów (elektroniczny) – rozpoznanie i analiza pracy, zastosowania, umiejscowienia urządzeń przesyłających, przetwarzających informacje przy udziale fal elektromagnetycznych,
  - wywiad parapsychologiczny – gromadzenie danych wywiadowczych za pośrednictwem (pomocą), osób obdarzonych rzekomo zdolnościami percepcji pozazmysłowej
- służby policyjno-prewencyjne – których zadaniem jest ochrona bezpieczeństwa wewnętrznego – zarówno w sensie bezpieczeństwa osobistego obywateli danego kraju, jak i zapewnianie bezpieczeństwa i stabilności władzy.

W niektórych przypadkach pojedyncza służba specjalna wykonuje łącznie funkcje wywiadowcze i kontrwywiadowcze. Tak było np. w przeszłości w Polsce, gdy zarówno Urząd Ochrony Państwa (UOP), jak i Wojskowe Służby Informacyjne (WSI) spełniały obie te funkcje jednocześnie.

## Służby specjalne na świecie
- lista służb kontrwywiadu na świecie
- lista służb wywiadu wojskowego na świecie